# Microlicia jungermannioides
Microlicia jungermannioides är en tvåhjärtbladig växtart som beskrevs av Dc.. Microlicia jungermannioides ingår i släktet Microlicia och familjen Melastomataceae. Inga underarter finns listade i Catalogue of Life.